# Staatspreis Gestaltung Kunst Handwerk
Der Staatspreis Gestaltung Kunst Handwerk ist eine seit 1953 von der Landesregierung Baden-Württemberg verliehene Auszeichnung für Kunsthandwerk in Baden-Württemberg.

## Auszeichnung
In den ersten Jahren erfolgte die Vergabe jährlich, seit 1968 alle zwei Jahre. Eine Fachjury nominiert zugelassene Teilnehmer und vergibt den Staatspreis. Die Dotierung beträgt 18.000 Euro (Stand 2020) und kann an bis zu drei gleichrangig Ausgezeichnete vergeben werden. Der Preis wird abwechselnd in baden-württembergischen Städten vergeben. Die Fachjury besteht aus 7 Juroren, darunter sind 2 Vertreter der Veranstalter. Die Schirmherrschaft hat der Ministerpräsident des Landes Baden-Württemberg.

## Preisträger
- 1953
  - Richard Bampi (Keramik)
  - Ida Kerkovius
  - Sigrid Schilde

- 1954
  - Renate Gastpar (Keramik)
  - Konrad Habermeier (Glas)
  - Lotte Hofmann (Textil)

- 1955
  - Lisbeth Bissier (Textil)
  - Beate Kuhn (Keramik)
  - Hanns Model (Glas)
  - Dore Raichle (Schmuck)

- 1956
  - Johannes Maier (Holz)
  - Hedi Metzke-Rovira (Leder)
  - Käthe Ruckenbrod (Schmuck/Email)

- 1957
  - Harald Buchrucker (Zinn)
  - Lotte Hofmann (Textil)
  - Gretel Schulte-Hostedde (Keramik)

- 1958
  - Gotthilf Kurz (Bucheinbände)
  - Eva Lindner (Keramik)
  - Edelgard Schlegel (Glas)
  - Heinz H. Engler (Serie)

- 1959
  - Lieselotte Bisang (Keramik)
  - Fridegart Glatzle (Keramik)
  - Lotte Hofmann (Textil)
  - Hanns Model (Glas)
  - Konrad Habermeier (Glas (Serie))

- 1960
  - Harald Buchrucker (Zinn)
  - Gertrud Hoffmann
  - Ebbe Weiss-Weingart (Schmuck)
  - Joachim Rothe (Serie)

- 1961
  - Richard Bampi (Keramik)
  - Carin von Fichard
  - Johann Maier (Holz)
  - Claus Ullrich (Schmuck)
  - Herwig Neumann (Serie)

- 1962
  - Martina Martin (Leder)
  - Ernst Schindler (Schmiedeeisen)
  - Fritz Starke (Textil)
  - Annemarie Urbach
  - Heinz H. Engler (Serie)
  - Konrad Habermeier (Glas (Serie))

- 1964
  - Gudrun Breitschwerdt (Textil)
  - Gotthilf Kurz (Bucheinbände)
  - Ruth Laile (Textil)
  - Reinhold Reiling (Schmuck)
  - Weller (Serie)

- 1965
  - Herbert Fischer (Schmuck)
  - Willi Hornberger (Keramik)
  - Leni Matthaei (Textil)
  - Anne Mentzel-Marx (Keramik (Serie))

- 1967
  - Horst Kerstan (Keramik)
  - Ebbe Weiss-Weingart (Schmuck)
  - Traute Sänger (Modeschmuck)

- 1968
  - Diether Domes (Glas)
  - Martina Martin (Leder)
  - Fred Stelzig (Keramik)
  - Hubert Schmidt (Serie)

- 1970
  - Hilde Fuchs (Textil)
  - Renate und Hans Heckmann (Keramik)
  - Margot Maemeke-Kulow (Schmuck)
  - Florian Schulz (Metall)

- 1972
  - Max und Jutta Wilpert (Schmuck)
  - Hamdi und Bruni el Attar (Textil)
  - Karl Albert Pfänder (Holz)
  - Mary Kaemmerer (Textil)

- 1974
  - Clarissa Weinbeer (Schmuck)
  - Esther Deubner (Textil)
  - Jörg F. Zimmermann (Glas)
  - Volker Ellwanger (Keramik)

- 1976
  - Johannes Hewel (Glas)
  - Michael Metzke-Rovira (Leder)
  - Ritzi und Peter Jacobi (Textil)
  - Erika Richard (Schmuck)
  - Anni Schaad (Modeschmuck)

- 1978
  - Peter Guggenbühler (Keramik)
  - Ralf Busz (Keramik)
  - Doris Raymann-Nowak (Schmuck)
  - Anneliese und Fred Stelzig (Textil)

- 1980
  - Friedrich Wackenhut (Holz)
  - Freia Kurtz (Keramik)
  - Volker Ellwanger (Keramik)
  - Wolfgang Zipp (Schmuck)
  - Waltraud Janzen (Textil)

- 1982
  - Mary Horstschulze (Ledereinbände)
  - Diether Domes (Glas)
  - Geraldine Schlegel (Schmuck)

- 1984
  - Clarissa Weinbeer (Schmuck)
  - Jürgen Landwehr (Textil)
  - G. und K. Wagner (Email)
  - Horst Kerstan (Keramik)

- 1986
  - Rolf Elsässer (Schmuck)
  - Gotthilf Kurz (Bucheinbände)
  - Uta Ohndorf-Rösiger (Textil)
  - Ingeborg Schäffler-Wolf (Textil)

- 1988
  - Mary Horstschulze (Bucheinbände)
  - Willi Häfele (Schmuck)

- 1990
  - Detlef Greiner-Perth (Glas)
  - Bärbel Lorenzen (Textil)
  - Gudrun Müller (Schmuck)
  - Herbert Wenzel (Keramik)

- 1992
  - Uwe Löllmann (Keramik)
  - Isolde Baumhackl-Oswald (Schmuck)
  - Winfried Krüger (Schmuck)
  - Christine Eberhardt (Silberschmiedearbeiten)
  - Manfred Emmenegger-Kanzler (Keramik)

- 1994
  - Gertrud Buder (Textil)
  - Magdalena Maihoefer (Glas)
  - Otto Müller (Brillen)
  - Ulrike Scriba (Holz)

- 1996
  - Brigitte Bilfinger (Textil)
  - Viola Schwalm (Schmuck)
  - Rainer Milewski (Schmuck)
  - Hans Georg Hach (Keramik)

- 1998
  - Siegfried Schreiber (Holz)

- 2000
  - Stefan Epp (Gerät)
  - Stefan Fitzlaff (Keramik)
  - Claudia Gemein (Textil)

- 2002
  - Cornelia Bertz (Keramik)
  - Birgit Sophie Metzger (Textil)
  - Zoe Susanna Taras (Textil)

- 2004
  - Kerstin Mayer (Gerät)
  - Dorothee Striffler (Schmuck)
  - Beate Weiß (Schmuck)

- 2006
  - Barbara Leippold-Preiss (Textil)
  - Sibylle Sayer (Textil)
  - Yasunori Watanuki (Schmuck)

- 2008
  - Carola Gänsslen (Keramik)
  - Joachim Lambrecht (Keramik)
  - Klaus Seyfang (Flechterei)

- 2010
  - Karin Bundschuh (Textil)
  - Rainer Milewski (Schmuck)
  - Susanne Schumacher (Keramik)

- 2012
  - Ute-Kathrin Beck (Keramik)
  - Sam Tho Duong (Schmuck)
  - Ellen Schöpf (Keramik)

- 2014
  - Markus Klausmann (Keramik)
  - Iris Merkle (Schmuck)
  - Heide Nonnenmacher (Keramik)

- 2016
  - Iris Bodemer (Schmuck)
  - Marlene Gmelin und Detlef Schmelz, Pendel Marionetten (Marionetten)
  - Martina Sigmund-Servetti (Keramik)

- 2018
  - Axel Heizmann (Holz)
  - Ulrike Scriba (Holz)
  - Elisa Stützle-Siegsmund (Keramik)

- 2020
  - Elena und Nicola Burggraf (Textil)
  - Gabi Ehrminger (Keramik)
  - Mirjam Hiller (Schmuck)

- 2022
  - Ute Kathrin Beck (Keramik)
  - Mirjam Hiller (Schmuck)
  - Annette Lechler (Schmuck)
- 2024
  - Stefan Broszeit (Holz)
  - Felicia Mülbaier (Schmuck)
  - Heide Nonnenmacher (Keramik)

Quelle: